# Actia nitidiventris
Actia nitidiventris är en tvåvingeart som beskrevs av Charles Howard Curran 1933. Actia nitidiventris ingår i släktet Actia och familjen parasitflugor.
Artens utbredningsområde är Panama. Inga underarter finns listade i Catalogue of Life.